# Arretotherium
L'arretoterio (gen. Arretotherium) è un mammifero artiodattilo estinto, appartenente agli antracoteriidi. Visse nel Miocene inferiore (circa 23 - 20 milioni di anni fa) e i suoi resti fossili sono stati ritrovati in Nordamerica.

## Descrizione
Questo animale, benché noto solo grazie a fossili incompleti, doveva essere piuttosto simile a un odierno ippopotamo. Era caratterizzato da un muso piuttosto corto e privo di diastema (il caratteristico spazio tra denti anteriori e denti posteriori), e si distingueva da altri animali simili come Elomeryx per la forma dei molari, sprovvisti di protoconulo, e delle cuspidi dei denti molariformi superiori e inferiori estremamente alte e appuntite (MacDonald, 1956). Le dimensioni di Arretotherium erano inferiori a quelle degli odierni ippopotami. 

## Classificazione
Il genere Arretotherium venne istituito nel 1901 da Earl Douglass, sulla base di resti fossili ritrovati in Montana in terreni del Miocene inferiore. La specie tipo è Arretotherium acridens, ritrovata anche in Texas in terreni leggermente più recenti. Altre specie attribuite al genere Arretotherium sono A. leptodus del Dakota del Sud, A. fricki (Nebraska, Dakota del Sud e Saskatchewan) e A. meridionale del Panama. Quest'ultima specie, descritta nel 2013, è la prima specie di antracoterio proveniente dalla regione neotropicale americana. 
Arretotherium fa parte degli antracoteriidi, un gruppo di mammiferi artiodattili considerati vicini all'origine degli ippopotami; in particolare, Arretotherium è un membro dei Bothriodontinae, una sottofamiglia di antracoteri caratterizzata da muso corto e da dentatura maggiormente selenodonte rispetto a quella degli altri antracoteri. Arretotherium si distingueva da animali simili come Kukusepasutanka per le dimensioni minori, il muso più corto e la mandibola più robusta.